# Stazione di Greenford
La stazione di Greenford è una stazione della metropolitana di Londra situata nella località omonima, nel borgo londinese di Ealing, nella zona nord-occidentale di Londra.

È servita dalla metropolitana di Londra e dalla treni della National Rail, transitanti sulla diramazione di Greenford.

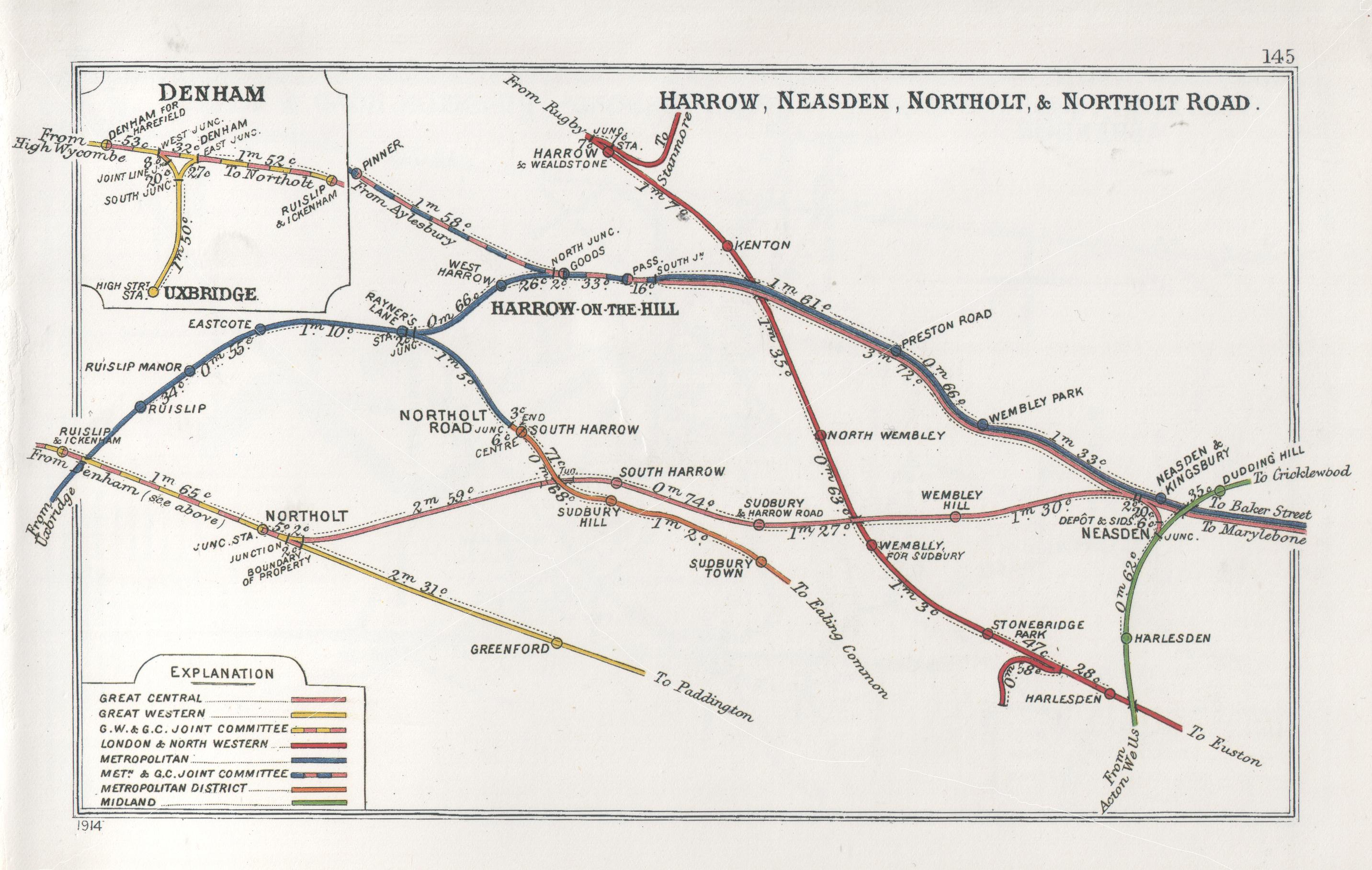
Mappa del 1914 delle linee ferroviarie nella zona di Greenford

## Storia
La stazione fu aperta il 1º ottobre 1904 dalla Great Western Railway (GWR) sulla New North Main Line (oggi la linea Acton-Northolt).
La stazione attuale, adiacente all'originale, fu aperta in occasione dell'estensione della linea Central  nell'ambito del New Works Programme del London Passenger Transport Board del 1935-40. In seguito ai ritardi dovuti alla guerra, fu completata e inaugurata il 30 giugno 1947.
Il servizio della British Rail sulla vecchia stazione fu gradualmente ridotto, fino alla chiusura nel 1963. La responsabilità operativa della nuova stazione fu trasferita dalla BR alla metropolitana il 13 novembre 1967. Il sito della vecchia stazione è tuttora visibile dai treni di passaggio della linea Central.

## Strutture e impianti
La stazione di Greenford si trova in superficie, con una piattaforma a isola per la linea Central. Un binario di testa è situato fra le piattaforme della metropolitana e rivolta in direzione sud-est serve la linea della GWR verso West Ealing.

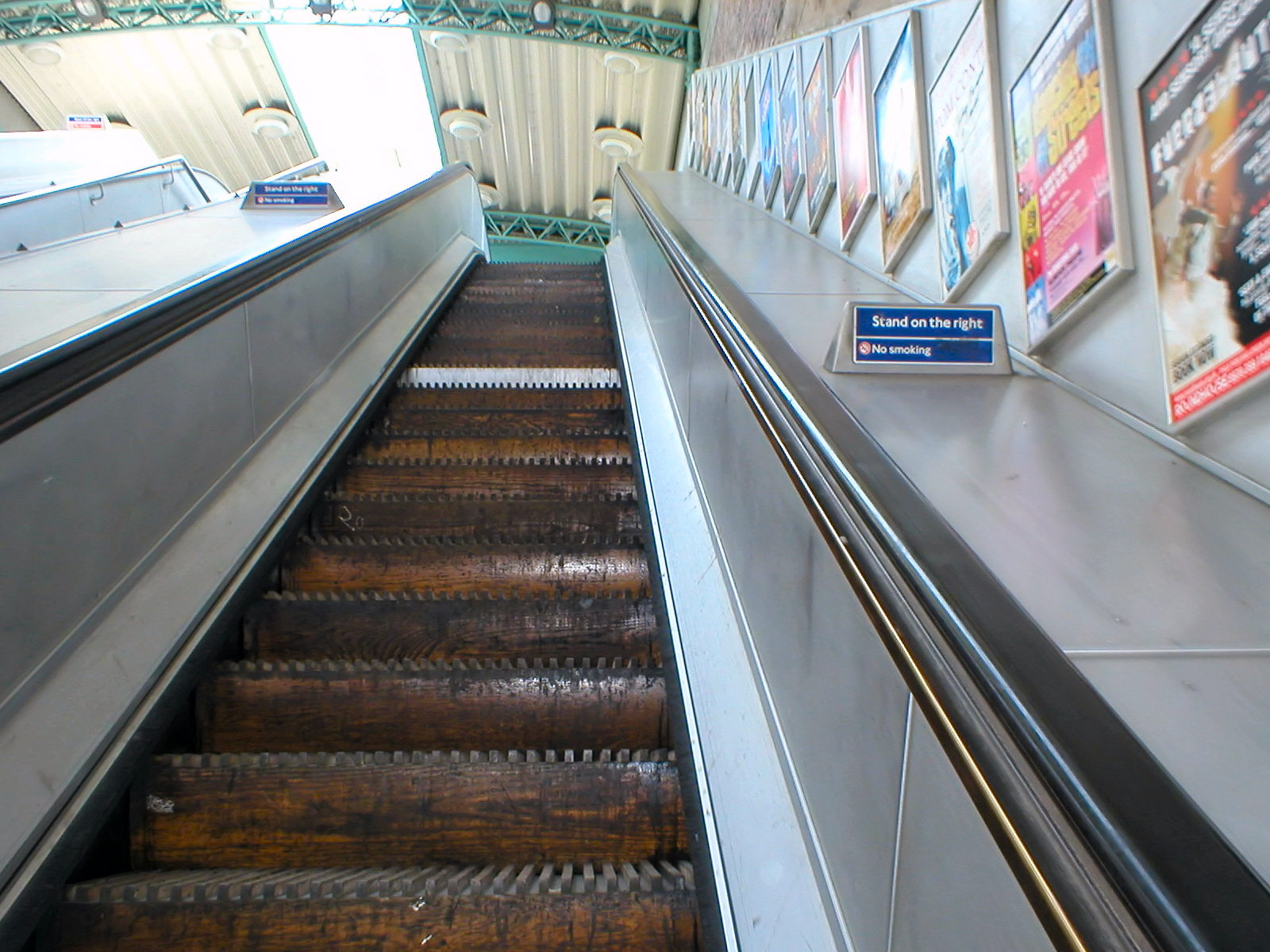
Le scale mobili in legno a Greenford, rimosse nel 2014 e sostituite con una passerella mobile inclinata

Greenford fu la prima stazione della metropolitana ad avere delle scale mobili che portassero i passeggeri in alto verso piattaforme al di sopra del livello del suolo. Fino al 2014 rimase l'ultima stazione ad avere in funzione scale mobili in legno; tutte le altre simili installazioni sulla rete erano state convertite in scale completamente in metallo oppure rimosse da tutte le stazioni sotterranee in seguito all'incendio di King's Cross del 1987.
Nel 2009, a causa di problemi finanziari, Transport for London decise di sospendere i lavori su un progetto per consentire l'accessibilità alla stazione di Greenford e ad altre cinque stazioni, citando come giustificazione il fatto che si tratta di stazioni non particolarmente trafficate e situate a una o due fermate di distanza da stazioni prive di barriere architettoniche. Prima che il progetto fosse abbandonato, la TfL aveva speso circa 3,9 milioni di sterline.
Il progetto per l'accessibilità fu in seguito ripristinato e un'innovativa piattaforma mobile inclinata in vetro fu installata il 20 ottobre 2015.
Una delle pochissime segnalazioni di tipo semaforico rimaste nella zona di Londra si trova sulla diramazione da Greenford a West Ealing, controllata dal semaforo di Greenford East fino a South Greenford, con i segnali del tipo "Great Western" tuttora in uso. La British Rail aveva previsto la sostituzione del semaforo di Greenford East fin dagli anni novanta per sostituirli con il controllo remoto operato dalle centrali di Slough e di Marylebone, ma questa è stata rimandata a tempo indeterminato in quanto lo scarso volume del traffico non ne giustifica il costo.

## Movimento
Great Western Railway opera un servizio navetta tra Greenford e West Ealing ogni mezz'ora, dal lunedì al sabato. Non c'è servizio domenicale. Fino al gennaio 2017 tutti i convogli terminavano alla stazione di Paddington, ma dopo la costruzione di una piattaforma terminale a West Ealing soltanto l'ultimo treno della giornata fa capolinea a Paddington.

## Interscambi
Nelle vicinante della stazione effettuano fermata alcune linee automobilistiche di superficie urbane, gestite da London Buses.
- Fermata autobus